# Хила Кросинг (Аризона)
Хила Кросинг (енгл. Gila Crossing) насељено је место без административног статуса у америчкој савезној држави Аризона.

## Демографија
По попису из 2010. године број становника је 621.
| Група             | 2000.    | 2010.      |
| Белци             | 0 (0,0%) | 14 (2,3%)  |
| Афроамериканци    | 0 (0,0%) | 5 (0,8%)   |
| Азијати           | 0 (0,0%) | 0 (0,0%)   |
| Хиспаноамериканци | 0 (0,0%) | 91 (14,7%) |
| Укупно            | 0        | 621        |